# Hyksos

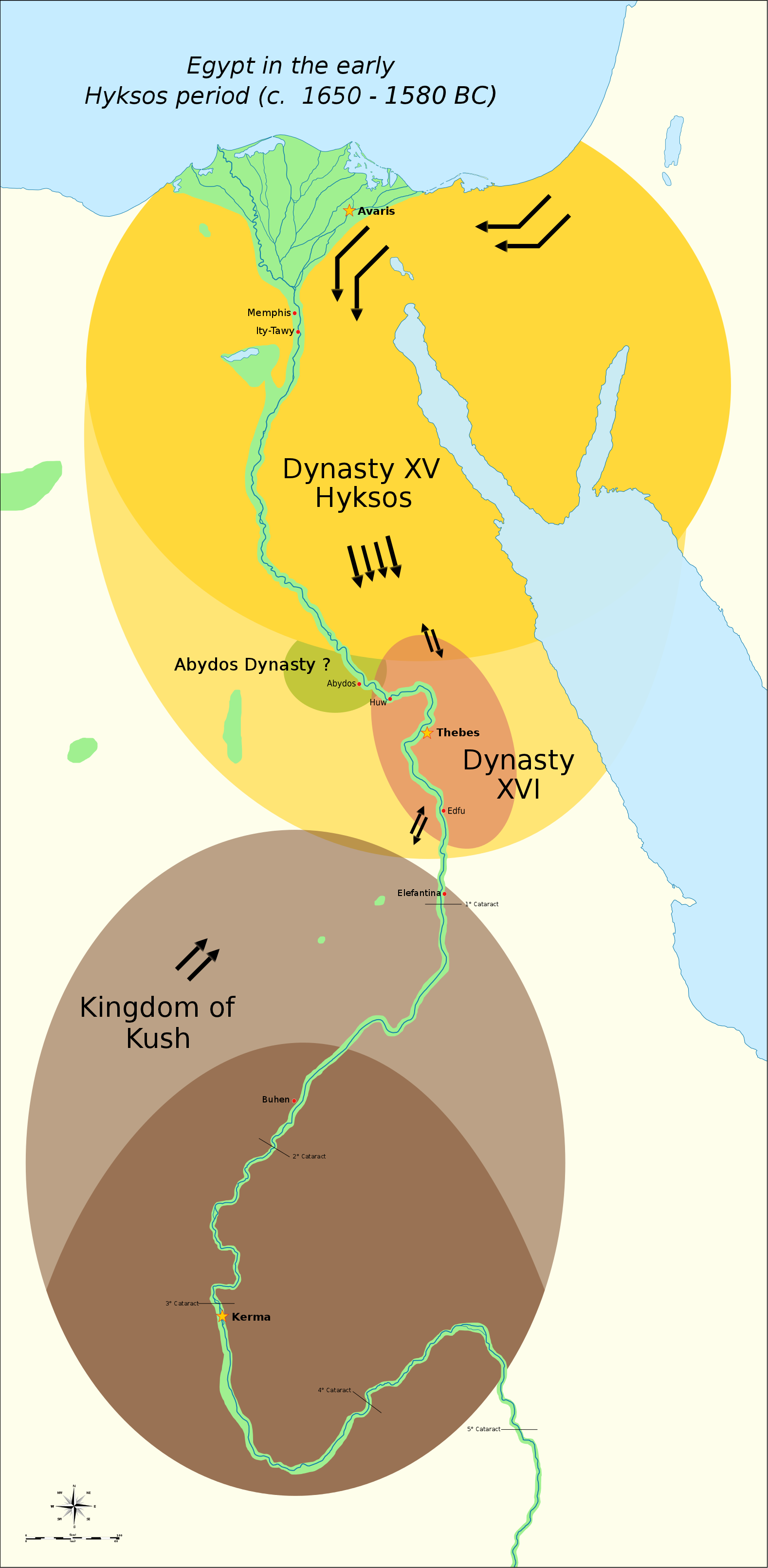
Egypten under 15:e dynastin.

Hyksos ("härskare", alternativt "härskare över bergslandet", bildat av ḥqꜣw-ḫꜣswt, hekau hasut) var den egyptiska benämningen på den främmande härskardynasti från Asien som kring 1650 f.Kr. erövrade makten i nedre Nildeltat och därmed inledde den andra mellantiden i Egyptens historia.

## Hyksos tar makten
Från mitten av 1600-talet f.Kr. – under en egyptisk nedgångsperiod – tog hyksos makten över Nildeltat och gjorde en av de erövrade städerna till sin huvudstad under namnet Avaris. De kom snart att behärska större delen av Egypten, även om den underkuvade egyptiska kungadynastin med sina faraoner fanns kvar söderut i den gamla egyptiska huvudstaden Thebe. Exakt hur Hyksos kunde ta makten är okänt eftersom egyptierna, när de väl hade gått segrande ur en strid eller maktkamp, hade för vana att skriva om historien och till och med utplåna namn, bilder och inskriptioner från stenväggar och ur dokument.

## Avaris och dess faraoner
Huvudstaden Avaris som hade ett passande läge nära landrutten genom Sinaihalvön till Gaza, och låg en kort sträcka sjövägen från en av Nilens mynningar i Medelhavet (där Tell el-Dab’a ligger i dag) växte fort befolkningsmässigt och befästes kraftigt och omgavs av vallgravar. Vissa nya byggnader och tempel byggdes i kanaanitisk stil. Ett omfattande kulturellt utbyte med minoerna på Kreta har uppmärksammats genom fynd vid utgrävningar och gravarna innehåller ofta rester av hästar. Den med Hyksos till Egypten införda hästdragna stridsvagnen av indoeuropeisk typ anses ha varit ett viktigt verktyg vid erövringen av nildeltat. Flera av Hyksoskungarna själva bar vid sidan av sina egyptiska namn även namn av semitiskt ursprung och en väsentlig semitisk folkgrupp fanns i området.
Hyksos och den 15:de dynastin i Avaris härskade, troligen med hjälp av vasallstater under de 14:e och 16:e dynastierna, över nedre och mellersta Egypten i över 100 år. Omkring 1550 f.Kr. avsattes de av inhemska egyptiska furstar från Thebe, ledda av farao Ahmose/Amosis som tillhörde den 17:de dynastin.
På grund av de många skilda kulturella inslagen under hyksostiden har diskussionerna om dynastins ursprung pågått länge utan att vetenskaplig konsensus uppnåtts; utöver att Hyksos kommit från Asien, vilket bekräftas av egyptiska källor.

## Återförenandet av Egypten

### Sekenenre Tao
Slutet för Hyksosdynastin påbörjades enligt skrifter från det nya Egyptiska riket mot slutet av Egyptens 17:de dynasti då Sekenenre Tao var Farao av övre Egypten (1560 eller 1558 f.Kr-1555 f.Kr). Apepi som var Hyksoskung och farao av nedre och mellersta Egypten skall då ha skickat ett meddelande till Sekenenre Tao och krävt att Thebe skulle avbryta sin tradition av flodhästjakt då djuren lät så högt att de störde hans sömn ända borta i Avaris. Den egentliga anledningen var dock troligare att Hyksosfaraoerna hade gjort storm- och ökenguden Set (som av Egyptierna under perioden ansågs vara en ond gud) till sin huvudgud då han liknade Hyksos ursprungliga huvudgud Hadad och Sets heliga djur var flodhästen.
Sekenenre Tao verkar ha inlett diplomatisk korrespondens med Apepi efter detta meddelande men började samtidigt utföra mindre räder vid gränsen mot hyksosfolken. Sekenenre Taos tid på tronen var kort och han avled efter mellan 3 och 5 år som farao. Hans mumie visar att han dött av ett yxslag mot huvudet och det är troligt att han avled under en räd mot Hyksos.

### Kamose
Kamose kom till makten som Farao av Thebe och övre Egypten efter att Sekenenre Tao avlidit och under Kamoses tredje år på tronen inledde han en kampanj mot mellersta och nedre Egypten. Kamoses armé tog sig via Nilen till Nefrusy som var Hyksos sydligaste fästning. Fästningen överraskades och övertogs snabbt av Kamoses armé som sedan fortsatte att plundra på vägen in i nedre Egypten där de nådde huvudstaden Avaris. Avaris belägrades aldrig men dess kringliggande byar och odlingsmark brändes och skövlades. En budbärare tillfångatogs i området som bar på ett meddelande där Apepi bad konungen av Kush om hjälp att besegra övre Egypten. Om ett sådant meddelande nådde Kush riskerade egyptierna att bli anfallna söderifrån medan de var upptagna i norr och de skulle då tvingas utkämpa ett tvåfrontskrig. Kamose skickade en del av sin armé till vad som idag är oasen Bahariya i Libyska öknen och skar därmed av ökenvägen från Libyska öknen söderut. På så sätt hindrade han framtida meddelanden från att nå Kush. Han begav sig sedan tillbaka till Thebe med sin armé och verkar där ha firat sin stora seger över Hyksos, även om det hela egentligen verkar ha varit en väldigt lyckad räd. Efter detta vet man inte vad som hände med Kamose. Han omnämns inte mer i samtida skrifter och verkar ha dött strax efter att ha nått tillbaka till Thebe. Det är möjligt att han avled av skador eller sjukdom som han drabbats av under kriget.
Efter Kamoses räd drog Hyksos sig tillbaka från mellersta Egypten för att fokusera på att istället skydda nedre Egypten. Apepi verkar strax därefter ha avlidit och han efterträddes av Khamudi som kom att bli Hyksos sista farao.

### Ahmose
Ahmose I som kom att grunda den 18:de faraodynastin tog tronen efter Kamose och det är oklart hur lång tid han var Farao innan han återupptog kriget mot Hyksos. Detaljerna om kampanjen står att finna på väggmålningarna i Ahmose, son till Ebanas grav. Denna Ahmose var inte samma person som farao Ahmose utan han var son till en av Sekenenre Taos soldater och hans släkt var nomarker i området. Ahmoses gravskrift berättar att det krävdes flera anfall innan Avaris slutligen erövrades av farao Ahmose och att han själv till fots följt faraon som red i en stridsvagn dragen av hästar. Detta är det första omnämnandet av stridsvagnar i Egyptisk historia. I det sista slaget vid Avaris skall Ahmose (soldaten) ha tagit flera händer (som bevis för att han dräpt fiender) och han tillfångatog även fyra personer, en man och tre kvinnor. Som belöning för sitt mod i strid lät faraon honom behålla fångarna som slavar. I skriften står " Sen plundrades Avaris, sen tog jag bytet: en man och tre kvinnor, totalt fyra personer. Sen gav hans majestät mig dem som slavar".
Avaris fall resulterade i att Hyksos tvingades fly från Egypten. Enligt Ahmoses gravskrift jagades de ut av armén som följde dem genom Sinai-öknen och in i södra Levanten. Där, i Negev-öknen, belägrades den befästa staden Sharuhen i tre år innan den slutligen intogs och brändes. Den egyptiska armén vände sedan hemåt. Det framgår inte av gravskriften hur lång tid som gick mellan att Avaris intogs och invasionen av Levanten. Det framgår inte heller hur länge Farao Ahmose varit på tronen vid tiden för kriget. Slutresultatet blev dock ett återigen enat Egypten och den 18:de faraodynastins uppkomst.

## Bilder

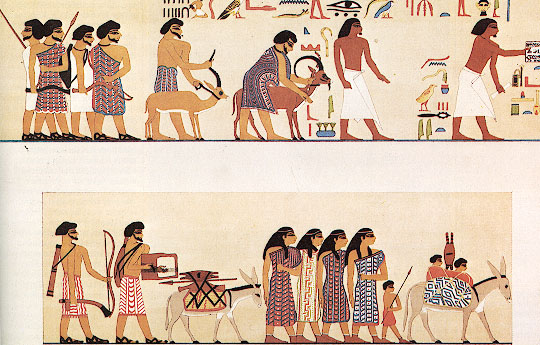
Asiater (enligt hieroglyf ovanför deras huvuden) som invandrar i Egypten. Från gravmålning i grav från 12:te dynastin (1900-tal f.Kr.)
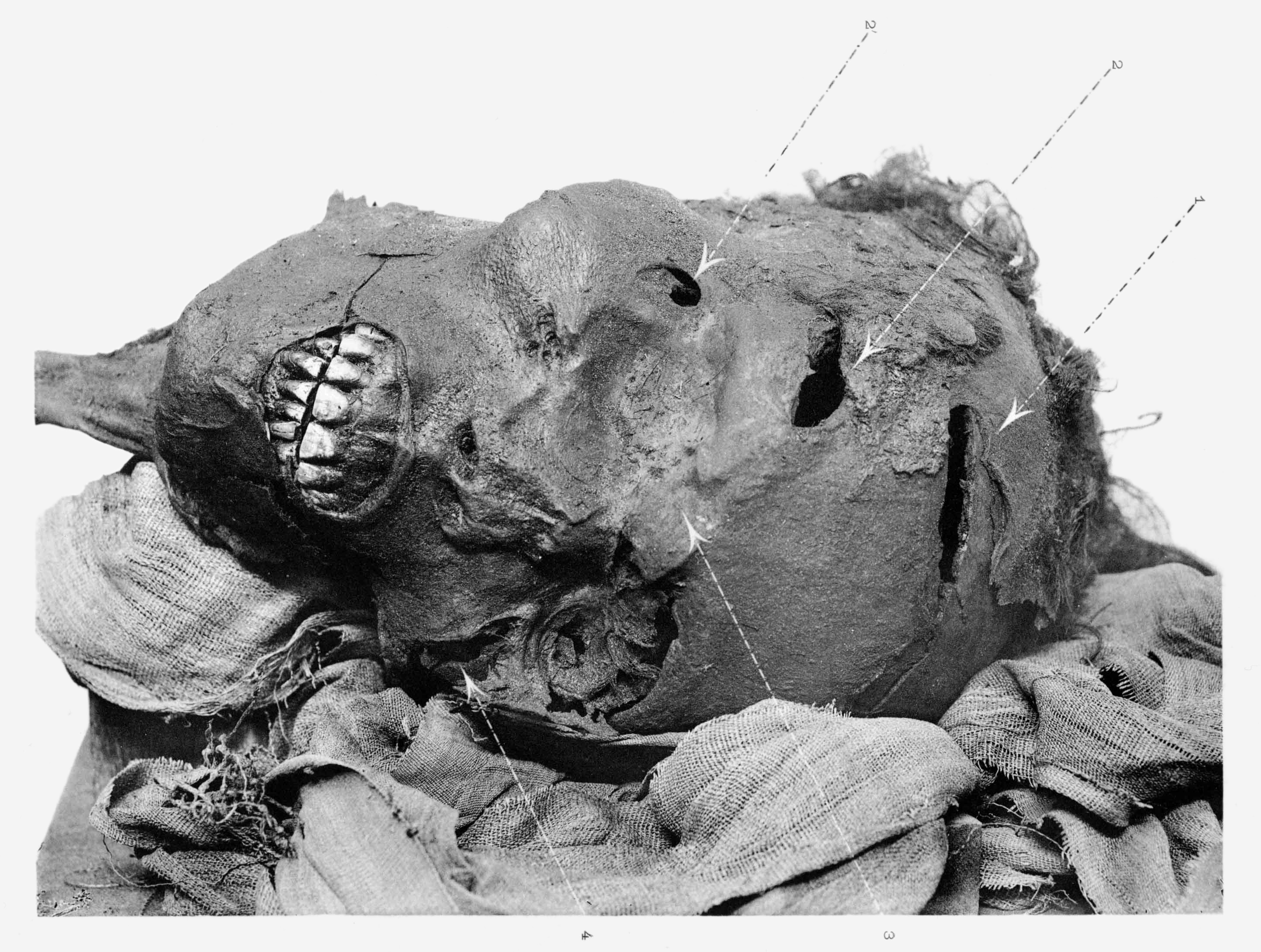
Sekenenre Taos mumifierade huvud med skador efter yxa. Skadorna har lett till teorin om att han dräptes under ett slag med Hyksos.
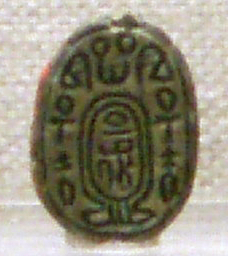
Skarabé med farao Apepis namn. Finns i Museum of fine arts i Boston.
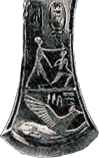
Yxblad utsmyckat med bland annat avbildning av farao Ahmose som dräper en Hyksos-krigare. Yxan återfanns i drottning Ahhotep I:s grav. Ahhotep I var hustru till Sekenenre Tao.